# Прилепский сельсовет (Минская область)
Прилепский сельсовет — упразднённая административная единица на территории Смолевичского района Минской области Белоруссии.

## Состав
Прилепский сельсовет включал 14 населённых пунктов:
- Аношки — деревня.
- Вишня — деревня.
- Высокое — деревня.
- Дуброва — деревня.
- Избицкое — деревня.
- Ковалевщина — деревня.
- Кудрищино — деревня.
- Ляды — деревня.
- Прилепская Усяжка — деревня.
- Прилепы — деревня.
- Пристромы — деревня.
- Рудня — деревня.
- Тадулино — деревня.
- Усяжа — деревня.